# Justus von Geusau
 Justus von Geusau (* 20. Januar 1700; † 17. Juli 1770 in Ottenhausen) war ein kaiserlicher General, badischer Oberjägermeister und kursächsischer Rittergutsbesitzer. Er war der Stifter der Linie Baden seiner Familie.

## Leben
Er stammte aus dem thüringischen Uradelsgeschlecht von Geusau und war der Sohn des in Farnstädt geborenen und in Heygendorf gestorbenen Erb- und Gerichtsherrn Justus von Geusau (1662–1701) und dessen zweiter Ehefrau Maria Sabina geb. von Witzleben. Zunächst war er baden-durlachischer Oberjägermeister, bevor er zum schwäbischen Generalmajor aufstieg. Am 9. Januar 1746 avancierte er zum Generalfeldwachtmeister.
Im fortgeschrittenen Alter zog er sich nach Thüringen zurück, wo er Anteile an den beiden Rittergütern Oberfarnstädt und Ottenhausen besaß.
Verheiratet war er mit Maria Dorothea geborene von Schütz († 2. Januar 1788 in Karlsruhe) geboren. Der badische General Carl von Geusau war sein einziger Sohn. Dessen erster Taufpate und Namensvetter war der Administrator Karl August von Baden-Durlach. Daneben hatte Justus von Geusau noch mehrere Töchter. Darunter war auch Friederike Eleonore Ernestine von Geusau, die am 23. März 1747 in Karlsruhe geboren wurde und am 27. April 1776 in Ettlingen den Regierungsrat und Professor Johann August Schlettwein heiratete, der die Rittergüter Beseritz und Dahlen besaß. Am letztgenannten Ort starb sie am 23. August 1802. Seine älteste Tochter hingegen, die am 16. März 1740 geborene Wilhelmina Carolina von Geusa heiratete den späteren baden-durlachischen Oberhofmarschall Carl Friedrich von Gültlingen (* 1733).